# Afroleptomydas gessi
Afroleptomydas gessi är en tvåvingeart som beskrevs av Hesse 1969. Afroleptomydas gessi ingår i släktet Afroleptomydas och familjen Mydidae. Inga underarter finns listade i Catalogue of Life.